# Withalsreiger
De withalsreiger (Ardea pacifica) is een vogel uit de familie van de reigers die voorkomt in Australië.

## Beschrijving
De withalsreiger is 76 tot 106 cm lang. Deze reiger heeft een witte kop en nek. De rest van het lichaam is leigrijs tot bijna zwart. Ook de vleugels en de staart hebben deze kleur. De poten en de snavel zijn zwart. Volwassen vogels hebben in de broedtijd kastanjekleurige sierveren op de rug.

## Leefwijze
Hij voedt zich met vissen, kikkers, insecten en reptielen. De withalsreiger nestelt in zowel dode als levende bomen nabij draslanden.

## Verspreiding en leefgebied
De withalsreiger komt voor in heel Australië en ook op Tasmanië maar is daar minder algemeen. Verder is het een wintergast in Nieuw-Guinea en onregelmatige gast in Nieuw-Zeeland. Het leefgebied wordt gevormd door ondiepe, zoete wateren en natte weilanden. De withalsreiger wordt zelden gezien in de buurt van brak- en zoutwater.

## Status
De withalsreiger heeft een enorm groot verspreidingsgebied en daardoor alleen al is de kans op uitsterven uiterst gering. De grootte van de populatie wordt geschat op 10-100 duizend individuen en dit aantal is waarschijnlijk stabiel. Om deze redenen staat deze reiger als niet bedreigd op de Rode Lijst van de IUCN.

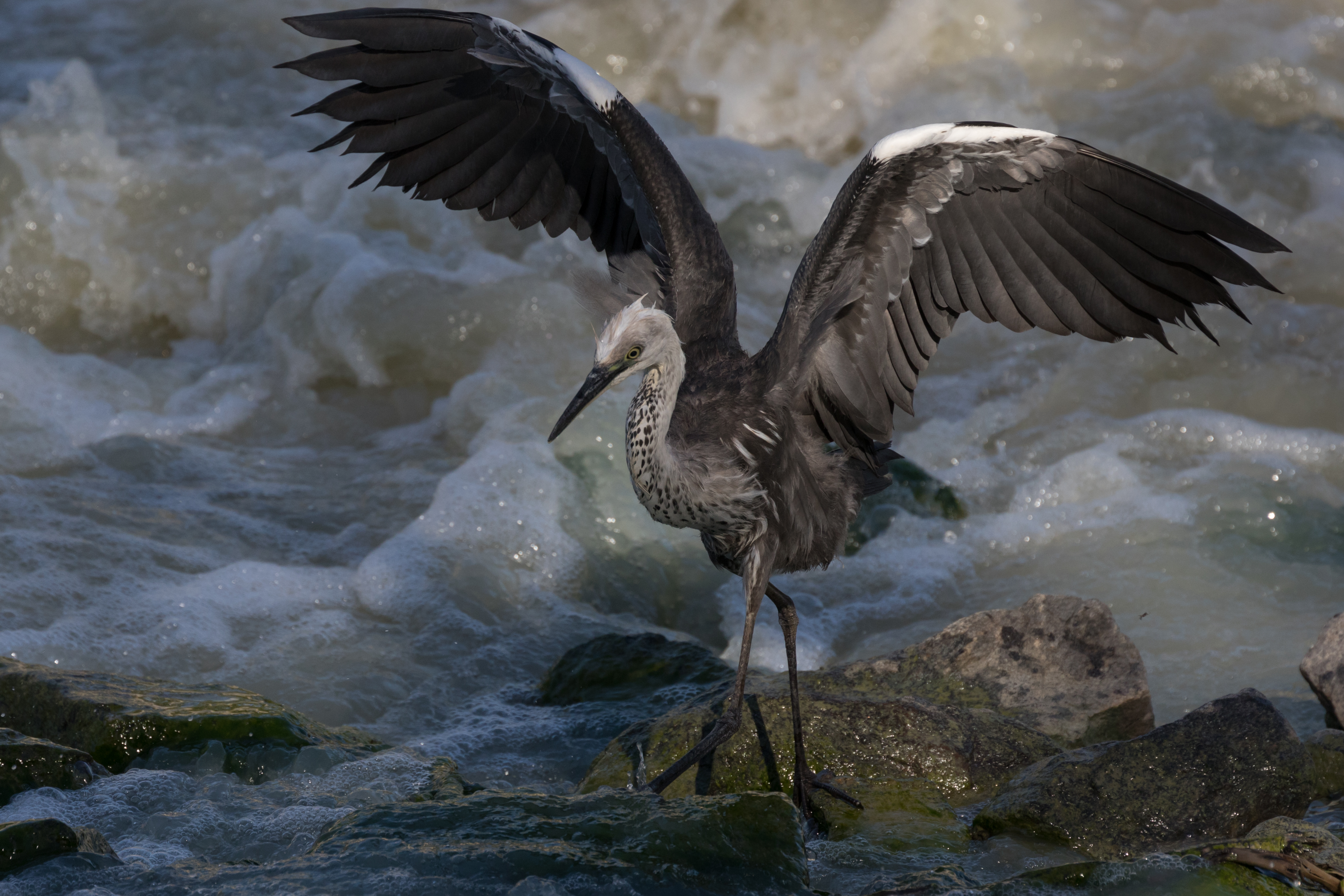
Jonge withalsreiger met gespreide vleugels tussen de stroomversnellingen van de rivier de Darling in het Australische nationaal park Kinchega
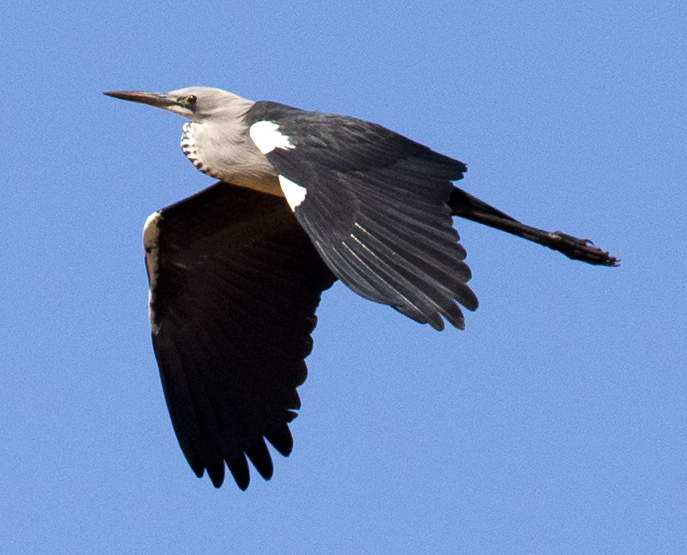
Withalsreiger in vlucht